# Stephanie Schuhknecht
Stephanie Schuhknecht (* 13. Januar 1983 in Augsburg) ist eine deutsche Politikerin (Bündnis 90/Die Grünen) und Kulturwirtin. Sie ist seit November 2018 Mitglied des Bayerischen Landtags.
Ab 2013 arbeitete sie im Landtags-Büro der Abgeordneten Christine Kamm. Im April 2014 wurde sie in ihrer Geburtsstadt Augsburg in den Stadtrat gewählt.
Im Wahlkreis Schwaben erreichte Schuhknecht bei der Landtagswahl in Bayern 2018 auf der Wahlkreis-Liste der Grünen das beste Gesamtstimmen-Ergebnis, durch das sie als Abgeordnete in den Bayerischen Landtag einzog. Bei der Landtagswahl 2023 zog sie erneut in den Landtag ein. Seit Dezember 2018 ist sie Vorsitzende des Ausschusses für Eingaben und Beschwerden (Petitionsausschuss) des Bayerischen Landtags. Des Weiteren ist Schuhknecht Mitglied des Medienrates.

## Privates
Stephanie Schuhknecht ist verheiratet und Mutter eines Kindes. Sie ist römisch-katholischer Konfession.